# Augustin Louis de Ximénès
Augustin-Louis, marqués de Ximénès, Jiménez, Ximénez, Ximénez-Texada o Chimène (París, 28 de febrero de 1728 - 1 de junio de 1817) fue un poeta y dramaturgo francés de origen español.

## Biografía
Comenzó su carrera en el ejército como mosquetero gris y luego entre los gendarmes de Flandes. Llegó a ser ayudante de campo del mariscal Maurice de Saxe, y combatió a su lado en la batalla de Fontenoy, retirándose del servicio militar con le grado de maestre de campo. 
Ximénès hizo representar su primera tragedia, Selim, en 1746. La segunda, Épicaris, ou la Mort de Néron, fue silbada y no obtuvo más que una sola representación. La tercera, Amalazonte, no tuvo ya éxito alguno y le valió un epigrama imitado de Boileau: «Après Épicaris / Les ris ; / Après Amalazonte / La honte. / Tras Épicaris, las risas; tras Amalazonte, la vergüenza» El fracaso de Dom Carlos, que hizo representar a su costa en Lyon en 1761, puso fin a su carrera dramática. 
Conocido por su moral relajada y galantería, era igualmente famoso por su fealdad y su extraordinaria falta de aseo. Después de haberse ganado el favor de Voltaire, se hizo recibir familiarmente en Ferney hasta que Ximénès robó el manuscrito de su Historia de la guerra de 1741. Voltaire, sin embargo, consintió en recibirlo de nuevo años más tarde, a condición de que firmara para él un panfleto contra Rousseau. Por ello este folleto fue durante mucho tiempo falsamente atribuido a Ximénès.
Dijo que era partidario de la Revolución y durante El Terror adoptó el nombre de "decano de los poetas descamisados", que cambió más tarde al de "decano de los poetas trágicos". Poeta de circunstancias, publicó sucesivamente versos encomiásticos a la República, a Bonaparte (que le dio una pensión), y a Luis XVIII, que le dio la cruz de San Luis. Durante su larga carrera, fue continuamente candidato, pero en vano, a la Academia Francesa.
Augustin-Louis Jiménez es el autor de la frase "Pérfida Albión". Al parecer, figura en su poema L'Ère des Français, aparecido en 1793, donde se encuentra este verso: « Attaquons dans ses eaux la perfide Albion!».

## Obras
Poesía
- Les Lettres ont autant contribué à la gloire de Louis XIV qu'il avoit contribué à leurs progrès, poème (1750)
- Lettres portugaises en vers (1759)
- César au sénat romain (1759)
- Poème sur l'amour des lettres  (1769)
- Discours en vers, à la louange de M. de Voltaire, suivi de quelques autres poésies et précédé d'une lettre de M. de Voltaire à l'auteur (1784)
- Codicille d'un vieillard, ou Poésies nouvelles (1792)
- Choix de poésies anciennes ou inédites (1806)
- Aux mânes de Voltaire (1807)
- Stances sur le mariage de Napoléon, empereur des Français et roi d'Italie, avec l'archiduchesse Marie-Louise d'Autriche (s. d.)

Teatro
- Selim, tragedie, Paris,  8 décembre 1746
- Épicaris, ou la Mort de Néron, tragédie, Paris, Comédie-Française, 2 janvier 1752
- Amalazonte, tragedie, Paris, Théâtre-Français, 30 mai 1754
- Dom Carlos, tragédie en 5 actes et en vers, théâtre de Lyon, 5 mai 1761

Varia
- Électre vengée, ou Lettre sur les tragédies d'Oreste et d'Électre (1750)
- Lettre à monsieur Rousseau sur l'effet moral des théâtres (1758)
- Le Péché originel, ou Réponse d'un rabbin aux doutes de la belle Allemande, traduite par elle-même (1759)
- L'Examen impartial des meilleures tragédies de Racine (1768)
- De l'Influence de Boileau sur l'esprit de son siècle (1787)
- Mon testament, en vers et en prose (1787)
- Nunc dimittis d'un vieillard (1810)